# Nilopegamys plumbeus
Nilopegamys plumbeus és una espècie de mamífer rosegador de la família dels múrids. És conegut a partir d'un sol espècimen, que fou trobat a una altitud de 2.600 msnm al nord-oest d'Etiòpia. Es tracta del múrid africà més adaptat als medis aquàtics. Podria estar extint, car no se n'ha trobat cap altre espècimen des de la dècada del 1920 i l'hàbitat que ocupava s'ha deteriorat completament des d'aleshores. El seu nom específic, plumbeus, significa ‘plumbi’ en llatí.